# Gabriel Henri René de Neuville
Gabriel Henri René de Neuville est un homme politique français né le 9 juillet 1744 à Broons et mort le 31 décembre 1800 à Saint-Brieuc.

## Biographie
Fils de Gabriel-Julien Neuville, procureur-fiscal, et de Louise Tavet, il se fait recevoir avocat au parlement, devient sénéchal de Jugon en 1778, et est élu, le 1er avril 1789, député du tiers-état de la sénéchaussée de Saint-Brieuc aux États généraux.
Il signe le serment du Jeu de paume, fait partie (16 juillet 1789) de la députation qui se rend chez le roi pour lui demander de l'accompagner à Paris, est membre du comité des rapports (7 juin 1790), et siège dans la majorité, sans prendre jamais la parole.
Membre du conseil général des Côtes-du-Nord (1er juillet 1790), il est nommé (ventôse an V) juge de paix du canton de Saint-Brieuc, puis, en brumaire suivant, capitaine de la garde nationale.

## Sources
- Dictionnaire des parlementaires français de 1789 à 1889 (Adolphe Robert et Gaston Cougny)